# Resseliella
Resseliella is een muggengeslacht uit de familie van de galmuggen (Cecidomyiidae).

## Soorten
- R. aurata (Felt, 1908)
- R. betulicola

Berkenbladplooigalmug (Kieffer, 1889)
- R. californica (Felt, 1914)
- R. carnea (Kieffer, 1924)
- R. cinctella (Kieffer, 1913)
- R. clavula (Beutenmüller, 1892)
- R. conicola (Foote, 1956)
- R. coryli (Felt, 1907)
- R. coryloides (Foote, 1956)
- R. crassa (Mohn, 1955)
- R. crataegi (Barnes, 1939)
- R. dizygomyzae (Barnes, 1933)
- R. fruticosi (Pitcher, 1955)
- R. galegae (Neacsu, 1971)
- R. hudsoni (Felt, 1907)
- R. ingrica (Mamaeva, 1971)
- R. lavandulae (Barnes, 1953)
- R. liriodendri (Osten Sacken, 1862)
- R. maccus (Loew, 1862)
- R. oculiperda (Rübsaamen, 1893)
- R. oleisuga (Targioni-Tozzetti, 1887)
- R. perplexa (Felt, 1908)

- R. piceae Seitner, 1906
- R. pinifoliae (Felt, 1936)
- R. radicis (Felt, 1936)
- R. ranunculi (Kieffer, 1909)
- R. ribis (Marikovskij, 1956)
- R. silvana (Felt, 1908)
- R. skuhravyorum Skrzypczynska, 1975
- R. syringogenea (Hering, 1943)
- R. tenuis (Loew, 1850)
- R. theobaldi

Frambozenschorsgalmug (Barnes, 1927)
- R. tulipiferae (Osten Sacken, 1862)
- R. vespicoloris (Barnes, 1933)